# Ярвосоль
Ярвосоль (Ярвисари, фин. Järvisaari — «остров среди воды») —  исчезнувшая деревня на реке Мге, находившееся в Ореховском уезде. Сейчас на территории деревни Лезье во Мгинском городском поселении Кировского района Ленинградской области.
Ярвосоль упоминается в «Переписной окладной книге Водской пятины» 1500 года как центр Никольского Ярвосольского погоста. В деревне стояла церковь Святого Николая, а также находились дворы Ивана Меншова и его людей. 
Обозначено на карте Ингерманландии А. И. Бергенгейма, составленной по шведским материалам 1676 года.